# Hieronymiella clidanthoides
Hieronymiella clidanthoides là một loài thực vật có hoa trong họ Amaryllidaceae. Loài này được Pax. mô tả khoa học đầu tiên năm 1890.